# 牛車來去
《牛車來去》（英語：Oxcart Trails）是2023年台灣時代劇。由安心亞、蔡昌憲、楊烈、游安順、米可白、楊子儀領銜主演，2022年3月11日舉行卡司發布記者會，2022年3月29日開鏡，2022年10月6日全劇殺青，10月24日舉辦殺青酒。公視主頻、中華電信MOD、Hami Video於2023年1月14日首播、2023年4月22日以高收視率（超過3）全劇終。

## 播出時間
| 頻道        | 所在地   | 播映日期       | 播出時間                      |
| ----------- | -------- | -------------- | ----------------------------- |
| 公視主頻    | 臺灣     | 2023年1月14日  | 每週六 21:00 - 23:00 連播二集 |
| Astro欢喜台 | 马来西亚 | 2024年12月19日 | 週一至週五 18:30 - 19:30      |

## 演員
| 演員       | 角色             | 介绍 |
| ---------- | ---------------- | --- |
| 安心亞     | 許逢春           | 農婦，明發之姐，蔡土水、蔡李圓之媳婦，日生之妻，永隆和世傳之母。是個堅強的女性，日生過世後為了完成日生有一頭牛的心願，答應田頭家陳進丁借腹生子的要求。但在履行約定期間與陳進丁之子陳博文產生感情，但因顧慮與日生之子蔡永隆、博文之妻林千佳的因素，無法答應嫁給博文當細姨的要求，博文死於228事件之後，這段感情也只能成為阿春心中永遠的秘密和遺憾，後與阿發、永隆搬到高雄。 |
| 蔡昌憲     | 許明發           | 人稱水蛙發，阿春之弟，隨姐姐嫁到蔡家而寄其籬下。德隆發員工，被天送與千佳栽贓是小偷後被迫離開，十分崇拜義賊廖添丁，在228事件結束後前往金門當兵，回到家裡後喜歡招弟，後與阿春、永隆搬到高雄，與金將大哥混黑道，惹到武老大的小弟後金盆洗手，與招弟重逢後結婚，與牛頭合股開貨運行。                                                                                           |
| 楊烈       | 陳進丁           | 地主兼德隆發商號老闆，博文之父，玉枝之夫，是一位很有肚量的大老闆，搬去高雄，將祖產拿去還天送的債務。 |
| 游安順     | 蔡土水           | 佃農，蔡李圓之夫，日生、來順之父親，阿春之公公，後期搬到高雄，對於永隆從學校回來都先到進丁那拜祖先心裡有疙瘩，後來釋懷。 |
| 米可白     | 林千佳           | 博文之妻、世傳之養母，因博文重傷在伯元醫院門口沒被伯元發現而錯失治療，因此有段時間跟娘家沒有往來，後來和好。 |
| 楊子儀     | 陳博文           | 進丁、玉枝之子，千佳之夫，從小和千佳指腹為婚。於帝國大學醫學院讀書，十分遵從日本文化，後因替空卿作保被拖累，而徵召去南洋當兵。陳家為傳宗接代，與借腹生子的阿春發生關係後漸漸愛上阿春。爆發228事件後為了救王老師而波及中槍，被王所長手下帶至岳父伯元的醫院門口，不知道是博文在門口，所以延誤搶救時機，最終身亡。                                                           |
| 江國賓     | 邱慶壽           | 金枝之夫，萬成之父，地主，金枝、萬成過世後身體越來越不好，認阿菊當義女。 |
| 張瓊姿     | 楊玉環（貴妃姊） | 江湖人稱貴妃姊，寶貴的母親，愛賭博。 |
| 孫鵬       | 林伯元           | 醫院院長，美慈之夫，千佳、千惠、承杰之父。 |
| 伊正       | 金將             | 黑道大哥，欣賞阿發。 |
| 游耀光     | 李金火           | 進丁的舅子，天送之父，德隆發的管家，提及天送離家後天天借酒澆愁。 |
| 高欣欣     | 陳李玉枝         | 進丁之妻，金火之姊，博文之母，非常重視傳宗接代，已過世。 |
| 荒山亮     | 牛頭             | 牛頭會社社長，後期與阿發合股開貨運行。 |
| 何豪傑     | 林順卿（空卿）   | 說書人，因祖母被日本人害死，痛恨日本政府。228事件後以福州師的身份和沙枯拉逃到高雄，與阿發他們相遇，與沙枯拉互相有好感，後期在大港埔（六合）夜市擺攤。 |
| 黃婕菲     | 蔡李圓           | 農婦，日生、來順之母親，阿春之婆婆，土水之妻，已過世。 |
| 潘奕如     | 林張美慈         | 伯元之妻，醫院院長夫人。 |
| 蕭景鴻     | 蔡日生           | 阿春之夫，蔡土水、蔡李圓之子，死於肝癌。 |
| 曾子益     | 蔡來順           | 蔡土水、蔡李圓之次子，阿彩之夫，為改善家境而瞞著家人當日本志願兵，原本喜歡阿春，後來才娶阿彩。 |
| 潘逸安     | 阿達（躼腳）     | 阿泉的兒子，鰗鰡、阿發的朋友，靠捕野兔、斑鳩維生，228事件後搬到高雄，目前從事三輪車伕，寶貴之夫，後期在大港埔（六合）夜市擺攤。 |
| 葛丞       | 李天送           | 李金火的兒子、陳博文的表弟，個性好賭，偷千佳飾品並栽贓給阿發，被迫娶阿菊又喜歡婧伶，離家出走被黃文泰偷開空頭支票，殺傷黃文泰，後去自首，出獄後和阿菊成家。 |
| 臧芮軒     | 林千惠           | 千佳的妹妹、承杰的二姊，二次大戰日本戰敗後跟著石原康郎前往日本，從日本寄回的信中提及已懷孕。 |
| 喬湲媛     | 招弟             | 在街上販賣雞毛撢子，家境貧寒的女孩，與阿發情意相投互許終身，卻被無良父親賣去當酒家女。露露曾提到招弟因過失致死罪而坐牢，假釋出獄與阿發再相會後結婚。 |
| 辻伊吹     | 石原康郎         | 日本時期派任的派出所所長，二次大戰日本戰敗後，帶千惠回日本生活。 |
| 張馥桂     | 阿泉             | 人稱鼓吹泉，躼腳的父親，蔡家的鄰居，吹嗩吶技巧一流，後期搬到高雄生活。 |
| 廖錦德     | 黃文泰           | 日本時期擔任巡查官，常常作威作福，日本戰敗後逃到高雄，因用計使天送背負龐大債務，躲在旅社時被天送拿刀刺殺。 |
| 周孝虹     | 邱王金枝         | 邱慶壽之妻，萬成之母，已過世。 |
| 顏邦智     | 林承             | 千佳、千惠的弟弟，因228事件被國民政府抓起來不人道虐待，導致過度驚嚇發瘋，行為智力已退至小孩，後期恢復正常，喜歡畫畫，自己開畫展，後與秀英相愛。 |
| 張景閎     | 鰗鰡             | 孤兒，躼腳及許明發的朋友。228事件後去跑船幾年，上岸後落腳高雄，現從事三輪車伕，後期到大港埔（六合）夜市擺攤。 |
| 許瓊月     | 寶貴             | 肉粽攤老闆娘，貴妃姊的女兒，躼腳之妻。 |
| 鄧雨忱     | 阿菊             | 陳進丁家中女傭，喜歡天送，邱慶壽義女，後與天送結婚。 |
| 張育綺     | 阿彩             | 蔡家二媳婦，對來順一見鍾情，與其育有兩女，將阿春借腹生子的事說出去。 |
| 王希華     | 王仁義           | 東北人，為高中學校老師。調到台南任教時要去找所長(王永剛)，在路上昏倒被博文與空卿帶到伯元醫院治療與之相識。在爆發228事件時，因身為外省人的身份而遭台灣人毆打，幸虧被路過的博文救下。 |
| 康乃星     | 王永剛           | 國民黨政府派任的派出所所長，王仁義的兒子。後調任高雄擔任局長。 |
| 梨梨亞     | 沙枯拉           | 福州師的妻子，跟福州師經營福州菜館，228事件後逃到高雄，與空卿互相有好感，後期到大港埔（六和）夜市擺攤。 |
| 陳羽喬     | 滿福嫂           | 陳進丁家中女管家。 |
| 張柏晟     | 蔡永隆           | 童年時的蔡永隆，國小四年級。阿春和日生所生。是陳世傳同母異父之兄。 |
| 朱宥丞     | 蔡永隆           | 少年時的蔡永隆，阿春和日生所生，是陳世傳同母異父之兄。考上高雄初中後與阿春、阿發搬到高雄。 |
| 王品澔     | 蔡永隆           | 成年時的蔡永隆，大學醫學生。後與玉蘭相愛結婚。 |
| 邵宇匯     | 陳世傳           | 童年時的陳世傳，國小二年級。阿春和博文所親生，為陳家借腹生子，是蔡永隆同母異父之弟。因千佳害怕被世傳發現不是親生的事，為了遠離蔡家，故全家搬到高雄定居。 |
| 麥海淇     | 陳世傳           | 少年陳世傳，國小五年級。阿春和博文所親生，為陳家借腹生子，是蔡永隆同母異父之弟。考完初中考試的暑假，偷跟同學跑去海邊玩卻溺水而死。 |
| 蕭晴曦     | 邱玉蘭           | 童年時的邱玉蘭，國小一年級。邱萬成和阿妙的女兒。從小與陳世傳指腹為婚。 |
| 孫鈺芯     | 邱玉蘭           | 少年時的邱玉蘭，國小四年級。邱萬成和阿妙的女兒。從小與陳世傳指腹為婚。 |
| 林萱瑜     | 邱玉蘭           | 成年時的邱玉蘭，師專學生，為實習老師，後與永隆相愛結婚。 |
| 陳博正     | 阿喜             | 有牛的農民，每年固定租借牛給土水 |
| 林美秀     | 大姨             | 玉枝、金火的大姐，博文的大姨。阿春借腹生子期間受她照顧。 |
| 藍心湄     | 送子觀音         | 送子觀音 |
| 江宏恩     | 武老大           | 地方老大，金將之生意對象。 |
| 吳鈴山     | 簡二（福州師）   | 跟日本老婆沙枯拉經營福州菜館，在二二八事件時過世。 |
| 陳威翰     | 邱萬成           | 邱慶壽之子，阿妙之夫，個性較會替人著想、有正義感，與父親不同調，228事件被抓去火燒島(綠島)，在關押期間被虐待致死。 |
| 陳逸帆     | 偷牛賊           | 偷走阿春家的大耳朵，後來被識破逃走。 |
| 黃炳輝     | 阿鑑             | 牛隻的主人，劇情借牛給蔡土水耕作將牛討回去。 |
| 加賀美智久 | 乃木醫生         | 替日生看病 |
| 林健寰     | 周院長           | 林伯元學長 |
| 宋品葳     | 婧伶             | 天送喜歡的外省女生 |

## 電視劇歌曲
| 曲別   | 歌名       | 作詞           | 作曲   | 演唱者 |
| ------ | ---------- | -------------- | ------ | ------ |
| 片頭曲 | 牛車來去   | 荒山亮         | 荒山亮 | 荒山亮 |
| 片尾曲 | 帶著你的愛 | 荒山亮         | 荒山亮 | 安心亞 |
| 插曲   | 戇戇相對看 | 蔡昌憲、荒山亮 | 荒山亮 | 蔡昌憲 |
| 插曲   | 雨夜花     | 周添旺         | 鄧雨賢 | /      |
| 插曲   | 望你早歸   | 那卡諾         | 楊三郎 | 荒山亮 |
| 插曲   | 我若回來   | 荒山亮         | 荒山亮 | 荒山亮 |
| 插曲   | 秋水望穿   | 荒山亮         | 荒山亮 | 李子森 |

## 電視配樂原聲帶
| 配樂曲目 (共收錄22首) | 作曲/編曲/製作 |
| 01.作穡(農耕), 02.庄跤(鄉下), 03.掠水雞(抓青蛙), 04.答喙鼓(閒扯淡), 05.牽成 (栽培), 06.翁仔某(夫妻倆), 07.欲做兵(要當兵), 08.媠面(想得美), 09.糖甘甜 (甜蜜蜜), 10.思念(想念), 11.心內話(真心話), 12.敢講妳(難道妳), 13.花謝落塗(凋零逝去), 14.毋甘願(不甘願), 15.想袂到(想不到), 16.月光暝(月夜), 17.咇噗惝(噗通跳), 18.誠好禮(真有禮), 19.閣見面(再見面), 20.心慒慒(心煩悶), 21.團圓做伙(團聚一起), 22.寫真(相片) | 何思穎         |

## 收視率
| 集數 | 首播日期      | 收視率 |
| ---- | ------------- | ------ |
| 1    | 2023年1月14日 | 1.2    |
| 2    | 2023年1月14日 | 1.2    |
| 3    | 2023年1月21日 | 待公佈 |
| 4    | 2023年1月21日 | 待公佈 |
| 5    | 2023年1月28日 | 1.02   |
| 6    | 2023年1月28日 | 1.02   |
| 7    | 2023年2月4日  | 1.53   |
| 8    | 2023年2月4日  | 1.53   |
| 9    | 2023年2月11日 | 待公佈 |
| 10   | 2023年2月11日 | 待公佈 |
| 11   | 2023年2月18日 | 1.53   |
| 12   | 2023年2月18日 | 1.7    |
| 13   | 2023年2月25日 | 待公佈 |
| 14   | 2023年2月25日 | 待公佈 |
| 15   | 2023年3月4日  | 2.1    |
| 16   | 2023年3月4日  | 2.1    |
| 17   | 2023年3月11日 | 2.59   |
| 18   | 2023年3月11日 | 2.59   |
| 19   | 2023年3月18日 | 2.59   |
| 20   | 2023年3月18日 | 2.59   |
| 21   | 2023年3月25日 | 2.69   |
| 22   | 2023年3月25日 | 2.69   |
| 23   | 2023年4月1日  | 2.1    |
| 24   | 2023年4月1日  | 2.1    |
| 25   | 2023年4月8日  | 待公佈 |
| 26   | 2023年4月8日  | 待公佈 |
| 27   | 2023年4月15日 | 2.97   |
| 28   | 2023年4月15日 | 2.97   |
| 29   | 2023年4月22日 | 3.33   |
| 30   | 2023年4月22日 | 3.33   |

## 拍攝場景
- 台南鹽水岸內糖廠
- 台南白河碧雲寺
- 台南西港劉厝
- 台南白河杭內
- 台南八田與一園區(烏山頭水庫)
- 南投中興新村
- 屏東枋山
- 高雄旗山武德殿
- 老牛的家
- 橋頭糖廠
- 吳晉淮音樂紀念館
- 鹽水橋南老街(月津港)
- 新營糖廠
- 新營鐵道文化園區
- 新營沈氏祖厝(新營第二市場內)
- 新營成功街碧煌百貨行
- 新營君館
- 台灣烏腳病醫療紀念館
- 交通部觀光局雲嘉南濱海國家風景區管理處

## 獎項紀錄

### 金鐘獎
| 年份 | 頒獎單位     | 獎項名稱           | 入圍者                 | 結果 |
| ---- | ------------ | ------------------ | ---------------------- | ---- |
| 2023 | 第58屆金鐘獎 | 戲劇節目獎         | 《牛車來去》           | 提名 |
| 2023 | 第58屆金鐘獎 | 戲劇節目導演獎     | 李岳峰、張志鴻         | 提名 |
| 2023 | 第58屆金鐘獎 | 戲劇節目編劇獎     | 李岳峰、徐慧琴、李怡慶 | 獲獎 |
| 2023 | 第58屆金鐘獎 | 戲劇節目男主角獎   | 蔡昌憲                 | 提名 |
| 2023 | 第58屆金鐘獎 | 戲劇節目女主角獎   | 安心亞                 | 提名 |
| 2023 | 第58屆金鐘獎 | 戲劇節目男配角獎   | 游安順                 | 提名 |
| 2023 | 第58屆金鐘獎 | 戲劇節目女配角獎   | 米可白                 | 獲獎 |
| 2023 | 第58屆金鐘獎 | 戲劇原創歌曲獎     | 荒山亮《牛車來去》     | 提名 |
| 2023 | 第58屆金鐘獎 | 最具人氣戲劇節目獎 | 《牛車來去》           | 提名 |

## 外部連結
- 官方网站－公視
- 官方网站－華視
- 牛車來去的Facebook專頁